# Verklärungskirche (Wien)

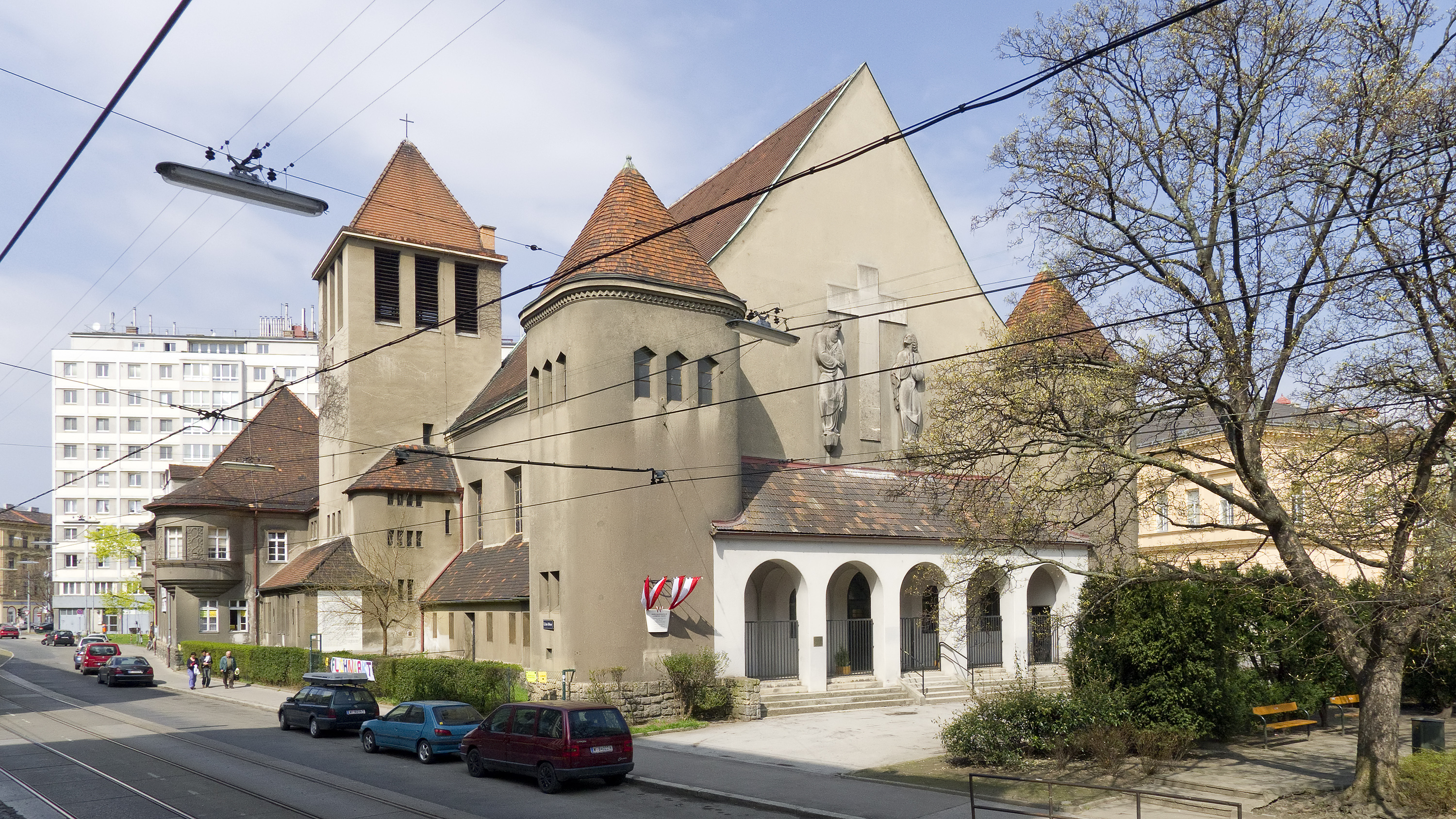
Verklärungskirche, Wien 2., Am Tabor 5. Diese Straße verläuft links von der Kirche, rechts befindet sich die Trunnerstraße; hinter dem weißen Gebäude im Hintergrund kreuzt die Taborstraße.

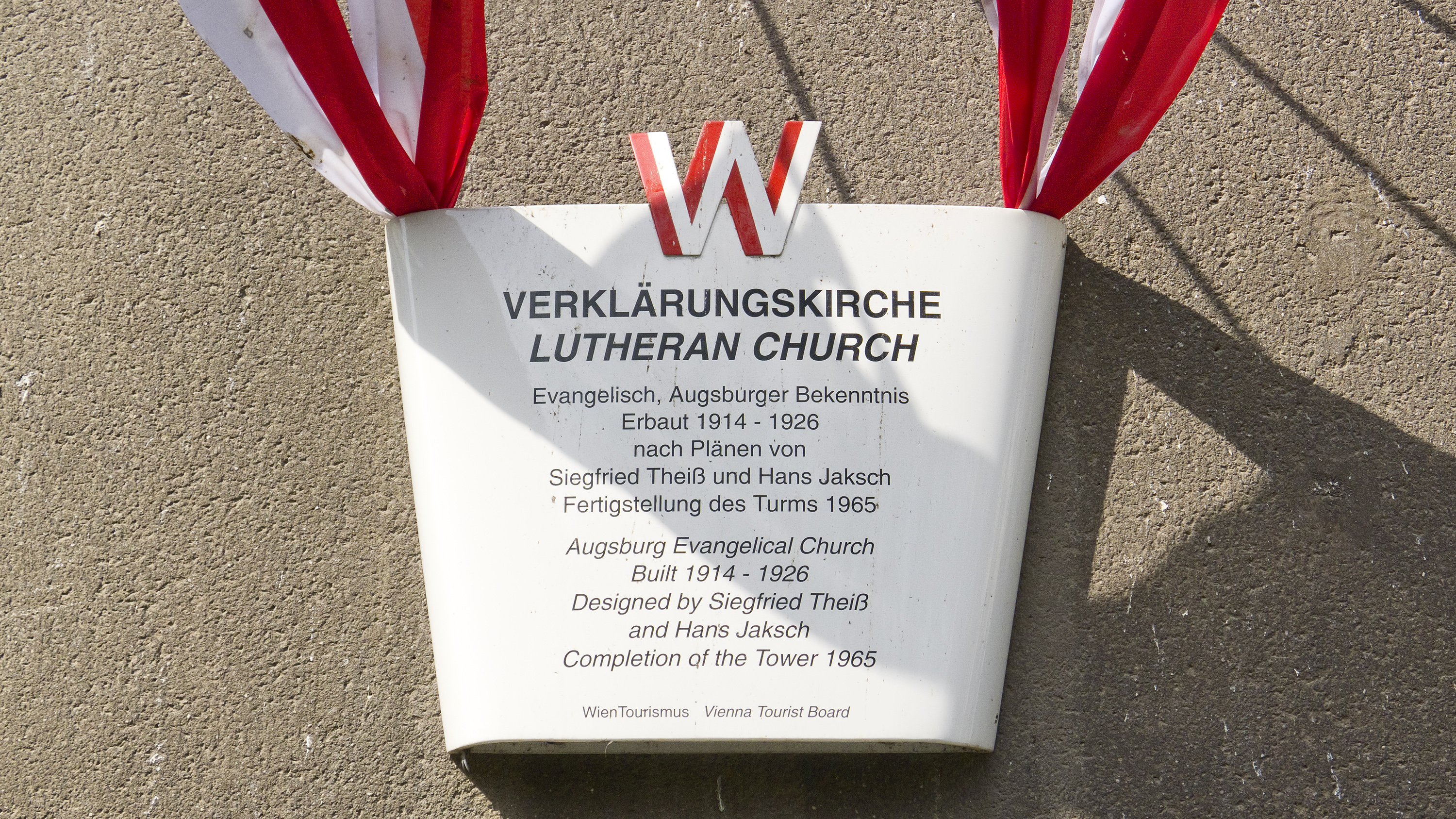
Tafel an der Fassade

Die Verklärungskirche ist ein evangelisch-lutherisches Gotteshaus im 2. Wiener Gemeindebezirk, der Leopoldstadt. Sie dient der Evangelischen Pfarrgemeinde A.B. Wien-Leopoldstadt und Brigittenau als Gottesdienststätte.

## Lage
Die Kirche befindet sich an der Adresse Am Tabor 5 etwa 100 Meter südlich der Bezirksgrenze zur Brigittenau, dem 20. Gemeindebezirk. Etwa hundert Meter weiter östlich steht die römisch-katholische Pfarrkirche Am Tabor. Die Verklärungskirche wurde zwischen den hier zwickelartig auseinanderlaufenden Straßen Am Tabor (Straßenbahnlinie 5) und Trunnerstraße freistehend errichtet. Vor ihrem nach Osten weisenden Haupteingang erstreckt sich eine kleine Grünanlage. Hinter dem Zwickel, auf dem die Kirche und ein höheres Wohnhaus stehen, verläuft die Taborstraße (Straßenbahnlinie 2), eine der Hauptstraßen des 2. Bezirks.

## Architektur

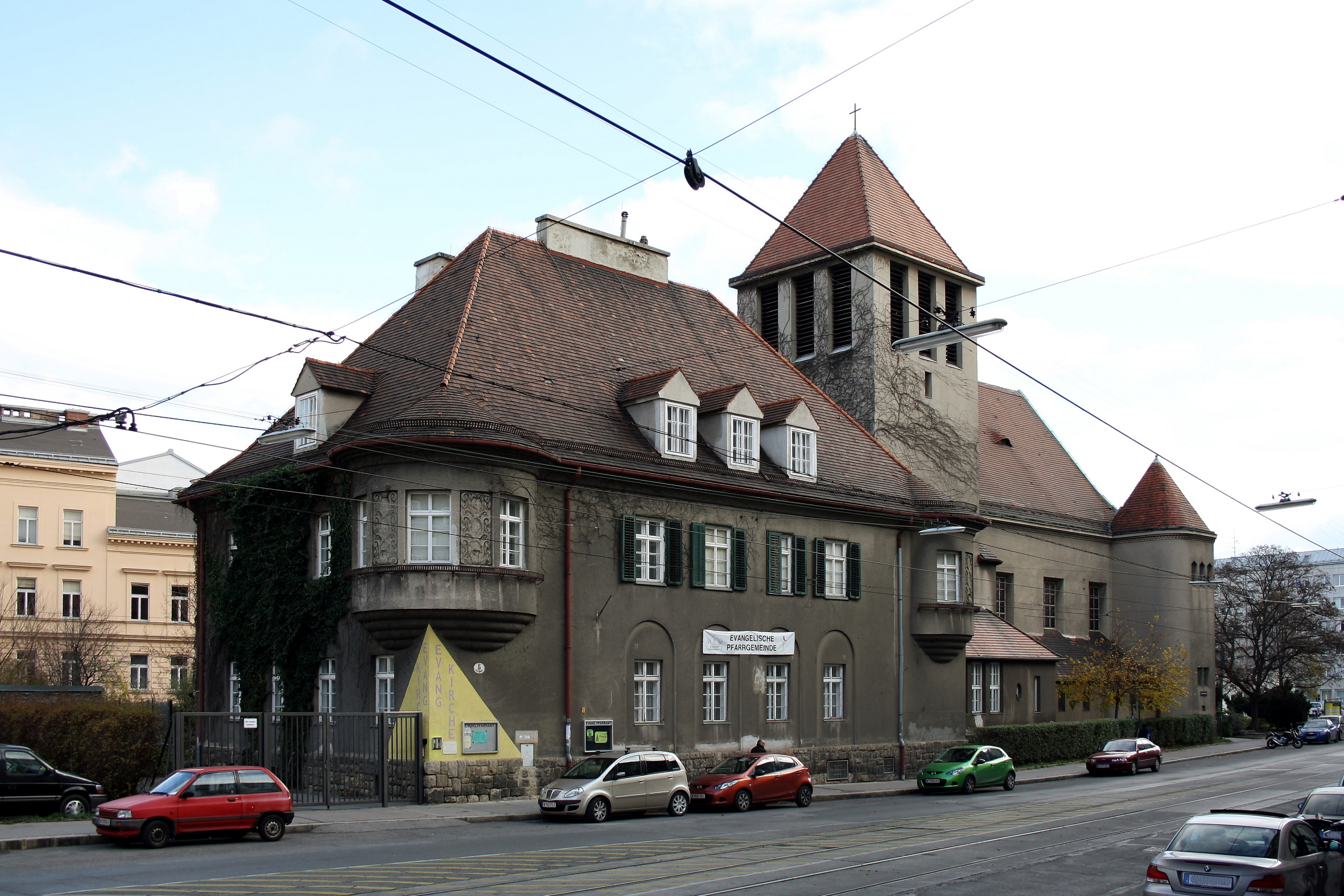
Südwestansicht der Pfarrkirche mit dem Pfarrhaus im Vordergrund; links hinten die Trunnerstraße

Der aus dem eigentlichen Kirchengebäude und dem angeschlossenen Pfarrhaus bestehende Gebäudekomplex der Verklärungskirche ist ein Werk der aus einer Ausschreibung hervorgegangenen Architekten Siegfried Theiss und Hans Jaksch. Sie planten in Wien später das Hochhaus Herrengasse im 1. Bezirk und den 1937 eröffnen Neubau der Reichsbrücke über die Donau.
Die Fassade der in ihrer Wucht an eine mittelalterliche Trutzburg erinnernden Verklärungskirche ist weitgehend schmucklos. Über dem Hauptportal befindet sich eine reliefartige Kreuzigungsgruppe. Im schlicht gestalteten Kircheninneren ist über dem Altarraum ein Fresko mit einer Darstellung der Verklärung des Herrn angebracht, das vom der Gemeinde nahestehenden Künstler Adolf Wolf-Rotenhan (geb. 1868 in Brünn)  stammt.
Die Verklärungskirche stellt im evangelischen Kirchenbau im Österreich der Ersten Republik gemeinsam mit der Kreuzkirche und der Zwinglikirche den Höhepunkt der Entwicklung dar, auf althergebrachte kirchenarchitektonische Gliederungsprinzipien zu verzichten und die Funktionalität des Bauwerks zu betonen.

## Geschichte
Die 1912 begonnene, unter Denkmalschutz stehende Kirche wurde erst über ein Jahrzehnt später fertiggestellt und 1926 ihrer Bestimmung übergeben. Die lange Bauzeit resultierte aus Bauunterbrechungen, die wegen des Ersten Weltkriegs entstanden waren. Der Kirchturm konnte erst 1965, nach dem Zweiten Weltkrieg, vollendet werden.
Die Wiener evangelisch-lutherische Pfarrgemeinde hatte den Baugrund 1909 nach längeren Verhandlungen von der Wiener Stadtverwaltung erworben. An der Ausschreibung zur Errichtung der Kirche nahmen 130 Architekten und Architektengemeinschaften teil.
Die Verklärung des Herrn, nach der die im November 1926 eingeweihte Kirche benannt ist, wird in der christlichen Überlieferung mit dem Berg Tabor in Israel in Verbindung gebracht. Nach einem Tabor als Wehranlage sind der Straßenzug Am Tabor und die nahe Taborstraße benannt. Ein solcher Tabor wurde in Österreich häufig um Wehrkirchen („Taborkirchen“) errichtet – und die Architektur der Verklärungskirche ist wiederum nicht frei von Anklängen an eine Taborkirche.
Der einst hier angelegte Tabor schützte allerdings nicht eine Wehrkirche, sondern einen Übergang über die noch unregulierte, erst 1868–1875 regulierte Donau. 1814 empfing hier, am stadtzentrumsseitigen Ende der damaligen Straße von Prag, Kaiser Franz I. mit großem Gefolge seine Alliierten, Zar Alexander von Russland und König Friedrich Wilhelm von Preußen, die geplantermaßen gleichzeitig zum Wiener Kongress eintrafen, und zog mit ihnen in die Stadt. Daran erinnert die nahegelegene Alliiertenstraße (siehe Alliiertenviertel).

## Details
Die Theologen Werner Horn und Fritz Zerbst absolvierten beide ihr Vikariat in der Verklärungskirche. Die Pfarrgemeinde Leopoldstadt und Brigittenau wurde 1949 selbständig und gehört zur Evangelischen Superintendentur A. B. Wien der Evangelischen Kirche A. B. in Österreich.

## Literatur

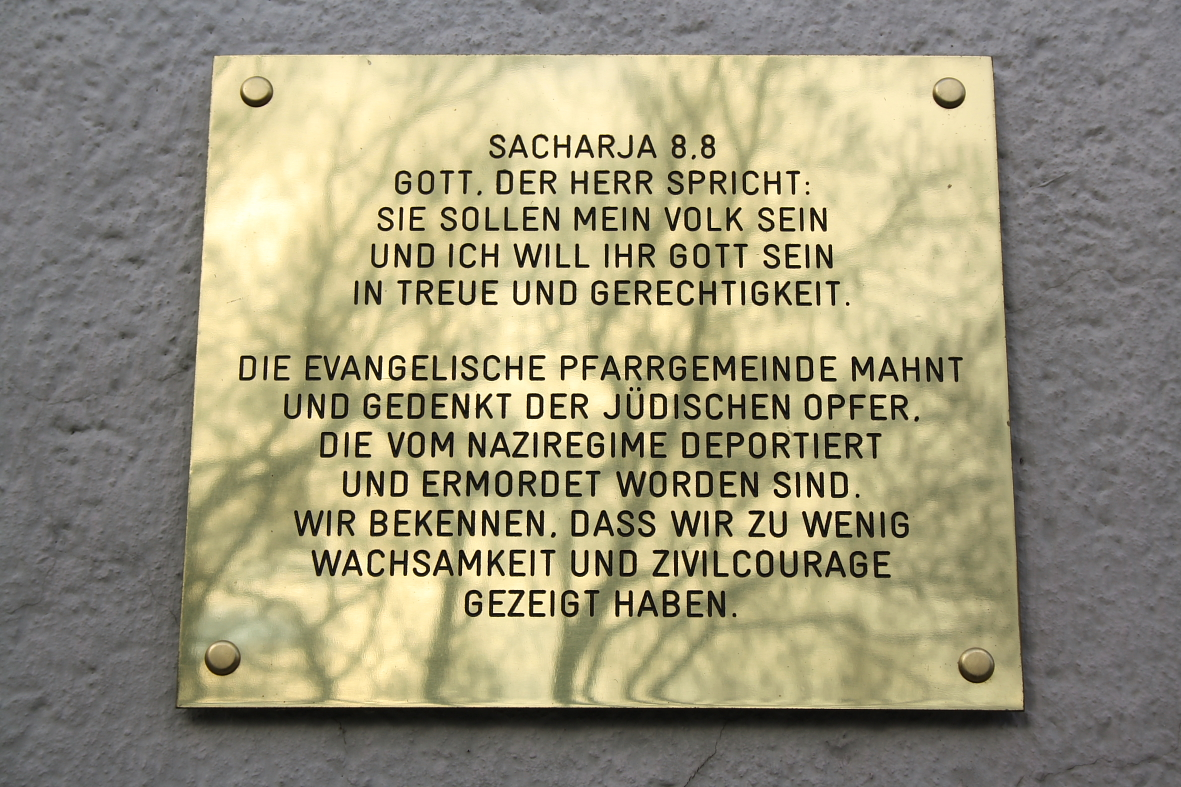
Die Mahn- und Gedenktafel am Portal der Verklärungskirche